# An Awful Skate; or, The Hobo on Rollers
An Awful Skate; or, The Hobo on Rollers è un cortometraggio muto del 1907 scritto, prododtto e diretto da Gilbert M. 'Broncho Billy' Anderson. Fu il primo film prodotto dalla Essanay che era stata fondata nel 1907 a Chicago dallo stesso Anderson e da George K. Spoor. La comica ha come protagonista Ben Turpin al suo esordio sullo schermo.

## Produzione
Il film fu prodotto dalla Essanay Film Manufacturing Company. Venne girato a Chicago, dove la casa di produzione aveva la sua sede principale.

## Distribuzione
Distribuito dalla General Film Company, il film - un cortometraggio in una bobina - uscì nelle sale cinematografiche USA il 31 luglio 1907.
Copia della pellicola viene conservata negli archivi della George Eastman House.